# 액티브 에어 스커트
액티브 에어 스커트는 전기차가 고속주행 시 발생하는 공기저항을 최소화해 주행거리와 안정성을 개선한 기술이다.

## 상세
현대자동차와 기아가 개발한 액티브 에어 스커트(Active Air Skirt, AAS)는 차량 속도에 따라 가변 작동돼 고속 주행할 때 범퍼 아래를 통해 유입된 공기의 흐름을 조절해 바퀴 주변에 발생하는 와류를 제어하는 기술이다. 차체 전면부 범퍼와 양쪽 앞 바퀴 사이에 장착돼 평상시에는 숨겨져 있다가 공기저항이 구름저항보다 커지는 시속 80km에서 작동하고 시속 70km에서 다시 수납된다. 특정 속도 구간에서 빈번한 작동을 방지하기 위해 전개 속도와 수납 속도에 차이를 뒀으며, 200km/h 이상의 고속에서도 작동이 가능하다.
공력 효과를 높이기 위해 타이어 앞쪽만 가렸으며, 차체를 노면 쪽으로 누르는 힘인 다운포스를 강화해 차량의 타이어와 노면의 밀착성을 높였다.

## 같이 보기
기아
현대자동차
현대자동차그룹
전기차